# Octobre 1917 (guerre mondiale)
Septembre 1917 - octobre 1917 - Novembre 1917
- 7 octobre : 
  - Conférence de Kreuznach : lors de ce conseil de la Couronne impériale allemande, le programme en 24 points liste les buts de guerre du Reich. Fixés à l'issue de la rencontre, ils sont le fruit d'un compromis entre civils et militaires allemands.

- 11 octobre : 
  - Déclenchement de l'opération Albion : débarquement réussi des troupes allemandes sur les îles du golfe de Riga.

- 15 octobre : 
  - La néerlandaise Mata Hari, condamnée à mort pour espionnage en faveur du Reich, est fusillée au fort de Vincennes.

- 17 octobre :
  - début de la bataille du détroit de Muhu : échec des tentatives de retraite de l'escadre russe de la flotte de la Baltique.

- 19 octobre : 
  - raid aérien nocturne allemand de grande ampleur sur le Royaume-Uni.

- 21 octobre :
  - Arrivée des premières unités américaines sur le front de l’ouest.

- 22 octobre : 
  - Conférence de Vienne : Richard von Kühlmann, secrétaire d'État du Reich aux affaires étrangères, présente à son homologue austro-hongrois austro-hongrois, Ottokar Czernin, le programme défini à Kreuznach le 7 octobre précédent. Ottokar Czernin parvient à neutraliser certaines ambitions allemandes.

- 23 octobre :
  - Déclenchement d'une offensive alliée dans le secteur du fort de la Malmaison dans l'Aisne.

- 24 octobre : 
  - L’armée impériale austro-hongroise, renforcée par des divisions allemandes, franchit le Tagliamento à Caporetto, atteint la Piave et fait 300 000 prisonniers. Le front est enfoncé sur cinquante kilomètres et les pertes italiennes sont considérables : Allemands et Austro-hongrois se disputent le butin de guerre.

- 25 octobre :
  - Rupture du front italien réalisée par les unités austro-allemandes engagées sur l'Isonzo.

- 26 octobre : 
  - Déclaration de guerre du Brésil au Reich, à la suite d'attaques de sous-marins allemands contre des navires de commerce brésiliens.

- 27 octobre :
  - Ordre de retraite des unités italiennes engagées sur l'Isonzo

- 31 octobre : 
  - Déclenchement de l'offensive Allenby en Palestine.
  - bataille de Beer-Sheva : la victoire britannique oblige les unités ottomanes à se retirer.
  - Démission de Georg Michaelis de ses fonctions de chancelier du Reich : mis en minorité au Reichstag, il perd le soutien des militaires.